# Базарная площадь (Баку)
Базарная площадь — (азерб. Xanəgah kompleksi) историко-архитектурный комплекс XII—XIII веков в Баку, в историческом районе Ичери-шехер.
Базарная площадь была зарегистрирована в качестве национального архитектурного памятника по решению Кабинета Министров Азербайджанской Республики от 2 августа 2001 года № 132.

## История
Была указана на старых планах Баку и обнаружена в ходе раскопок в 1964 году .
В результате археологических раскопок были почти полностью раскрыты общий контур площади и частично аркада. По проекту реставрации 1964 года под руководством Шамиля Фатуллаева аркада была восстановлена, а площадь благоустроена. Аркада здания — одна из немногих, которая опирается на каменные колонны из единого вертикального блока с базой и капителью.
С южной стороны площадь замыкала мечеть асимметричной композиции. После взятия Баку в 1806 году русскими войсками мечеть была превращена в церковь. В советский период мечеть и церковь были снесены.
В результате археологических исследований были также выявлены 52 могилы, в некоторые из которых захоронение производилось дважды. Обнаруженные надгробья имеют вид каменных изваяний барана, стелы, а также резные украшения.